# 农安县
农安县，是中华人民共和国吉林省长春市下辖的县，辖4个街道、11个镇、10个乡。县人民政府驻农安镇兴华路1555号。

## 历史
农安有记载的历史可以追溯到夫余国时期。公元346年，夫余王为躲避高句丽的侵略而迁都，其新都城一般认为在今农安县内。公元494年，夫余被勿吉灭亡，夫余王城成为高句丽北部的边防重镇。唐高宗灭高句丽，夫余川中诸城向李世勣投降，接受唐朝的羁縻统治。渤海国兴起后，在农安古城设置抵御契丹。
辽灭渤海后，夫余府改名为黄龙府，同时设黄龙县。黄龙府城是辽在东北的军事重镇，多民族在其地聚居，商业较为繁荣，有“东寨”“银府”之称。辽圣宗时期，在黄龙府城西侧修筑了农安辽塔。该建筑作为农安的地标，留存至今。女真族兴起后，金太祖率军于1114年攻克黄龙府城。后黄龙废府为州，取金太祖顺利渡江之意，称济州。后寻因与山东济州重名，济州改为隆州。金朝后期，为抵御蒙古进攻，将隆州升为隆安府，农安之名自此始。
元初，在农安古城设立辽东路，后将开元、南京二万户府迁来，改名开元路，作为元朝在辽阳行省北部的行政中心。开元路东北的祥州驿站（今万金塔），是东北地区的交通枢纽。元朝后期，开元路南迁至咸平（今辽宁开原），咸平改名为开元，农安古城最终荒废。明初，在农安古城设立龙安驿。
明朝末年，这一带变成了蒙古族的游牧之地。清初为郭尔罗斯前旗地，1791年（清乾隆五十六年）招垦。1822年（清道光二年），长春厅增设农安乡。1882年（清光绪八年），由于关内流民来此耕种的日渐增多，增设农安分防照磨。1889年（清光绪十五年），正式设农安县，农安之名一直沿用到今天。取用“农安”二字，为“隆安”、“龙安”的谐音。俗名“龙湾”，曾名农安堡。
民国时期，1913年9月7日设扶农镇守使，使署驻农安县城，隶属吉林省。1945年“八·一五”光复后，归吉合行政区；12月被土匪占领。1946年1月被新四军一部攻克，归吉江区管辖；4月，县城被中央军占领。中共方面的长春、农安两县机构合并为长农县，在今农安县北部开展游击战。1946年5月长农县归辽吉区第三区，9月改归辽吉区第二专区。1947年10月，农安被东北人民解放军攻克。1949年4月，撤销长农县，设立农安县，划归吉林省。1956年置农安镇，聚落呈正方形网格状，今建成区面积30平方公里。

## 行政区划
农安县下辖4个街道办事处、11个镇、10个乡：
兴农街道、宝塔街道、和谐街道、黄龙街道、农安镇、伏龙泉镇、哈拉海镇、靠山镇、开安镇、烧锅镇、高家店镇、华家镇、三盛玉镇、巴吉垒镇、三岗镇、前岗乡、龙王乡、万顺乡、杨树林乡、永安乡、青山口乡、黄鱼圈乡、新农乡、万金塔乡、小城子乡和洼中高农场。
2005年，将农安县合隆镇划归长春市宽城区，撤销鲍家镇、柴岗镇、滨河乡、新阳乡。

## 人口
根據第七次人口普查數據，截至2020年11月1日零時，農安縣常住人口為867274人。

## 自然资源
农安县水资源丰富，基础设施齐备。松花江、伊通河、新开河等河流穿境而过；有大中型水库4座；波罗湖是吉林省的第三大泡塘，是长春市最大的淡水湖泊，也是吉林省中部的一大块自然湿地。农安县矿产资源丰富。天然气工业储量50亿立方米；油母页岩分布面积400平方公里，工业储量168亿吨，占全国总储量的60%以上；陶土工业储量1000万吨，含三氧化二铝20%以上；二氧化碳气工业储量90亿立方米，纯度达98%以上；三岗乡宝泉村的天然矿泉水日涌量达2000 吨。县内建有装机容量2万千瓦的引松工程，有日处理4万吨的净水厂。同时建有大型城市污水处理厂。目前，中部城市引松供水农安支线工程正在建设当中。

## 农牧业
农安县是中华人民共和国的农畜产品生产和加工的大县。1990年，农安县首次进入“全国十大产粮县”行列，1995年、1996年两年则列全国十大产粮县之首。农安县年粮食产量稳定在45亿斤以上，经济作物亦有大规模的种植；全县畜禽总量1.25亿头（只），肉类总产量40万吨以上，2003年成为全国肉类总产量第一大县。

## 医疗教育

### 醫院
- 農安縣人民醫院：前身是第二次國共內戰时期成立的长农县政府的医务所。1948年6月，中共攻佔农安县不久，医务所从农安县三盛玉区拉拉屯迁至农安镇，改名为农安县立医院，隶属农安县卫生科。1950年5月，农安县卫生科与农安县立医院合并，组成农安县人民卫生院。1964年11月，医院扩建，院址迁至农安镇农安路40号。1978年8月改名为农安县人民医院，隶属农安县卫生局。[4]

## 交通
- 302国道过境。

## 特产
红石砬小米：中国地理标志产品。

## 全国重点文物保护单位
- 农安辽塔
- 五台山遗址[5]
- 长城
  - 老边岗土墙（农安段）[註 1]